# Chauffours
 Chauffours  es una población y comuna francesa, en la región de  Centro, departamento de Eure y Loir, en el distrito de Chartres y cantón de Illiers-Combray.

## Demografía
| 165 | 159 | 158 | 236 | 244 | 265 |
| Para los censos de 1962 a 1999 la población legal corresponde a la población sin duplicidades (Fuente: INSEE [Consultar]) |     |     |     |     |     |